# Mleko acidofilne
Mleko acidofilne (także: jogurt zreformowany) – pasteryzowany napój mleczny z mleka ukwaszonego zakwasem czystych kultur bakterii Thermobacterium intestinale, słodzony lub niesłodzony. Podobnym produktem jest polkrem.